# Trevor (Ente)
Trevor († Januar 2019 auf Niue) war eine männliche Stockente. Er lebte als einzige Ente auf der isolierten Pazifik-Insel Niue, die politisch mit Neuseeland verbunden ist. Die Todesmeldung der einsamsten Ente der Welt erhielt weltweite Beachtung.

## Leben
Über Trevors Herkunft gibt es keine gesicherten Erkenntnisse. Möglicherweise stammte er aus Neuseeland. Ebenfalls unbekannt ist, wie er nach Niue kam. Eine Theorie besagt, dass er während eines Sturms nach Niue getragen wurde, eine andere, dass er als blinder Passagier auf einem Schiff kam.
Anfang 2018 wurde Trevor zum ersten Mal auf Niue beobachtet. Da es auf der felsigen Insel keine Binnengewässer gibt, lebte er in einer Pfütze am Rand einer Straße. Dort wurde er regelmäßig von Menschen gefüttert. Um seinen Lebensraum zu erhalten, wurde seine Pfütze von der Feuerwehr aufgefüllt und so vor dem Austrocknen bewahrt. Der möglicherweise aus Neuseeland stammende Erpel erhielt den Vornamen des neuseeländischen Politikers Trevor Mallard, dessen Nachname die englischsprachige Bezeichnung für Stockente ist.
Die Journalistin Claire Trevett vom New Zealand Herald wurde im Sommer 2018 auf Trevor, der bereits eine lokale Berühmtheit war, aufmerksam, weil der Erpel als Wegbeschreibung diente, und berichtete Anfang September erstmals über ihn. Internationale Medien wie ABC, The Guardian und The Telegraph griffen das Thema auf. Die Daily Mail zitierte den neuseeländischen Diplomaten Kirk Yates, der gesagt hatte, dass das Wohlergehen der Ente ein nationales Anliegen sei. Die Leiterin der Tourismusbehörde von Niue begrüßte, dass die internationale Berichterstattung die Bekanntheit der kleinen Insel Niue erhöhte. Trevors Facebookprofil wurde von der Chefin der niueanischen Handelskammer, Rae Findlay, betrieben.
Im Januar 2019 wurde Trevor von Hunden angegriffen und tödlich verletzt. Am 25. Januar wurde bestätigt, dass er tot aufgefunden wurde. Trevor Mallard sprach den Niueanern im Namen des neuseeländischen Repräsentantenhauses sein Beileid aus.
Die Ente hatte 2000 Freunde bei Facebook, das sind rund 300 mehr, als Niue Einwohner hat.